# 尊室訢
尊室訢（越南语：／；1854年5月10日—1944年9月3日），字樂之（越南语：／），號蓮亭（越南语：／），越南阮朝官員，維新帝時期的輔政大臣，保大帝時期的輔政親臣。

## 身世
尊室訢是承天府富榮縣棠英總賴世社（今屬富榮縣富上社）人。嗣德七年四月十七日（1854年5月10日）出生。他出身於阮朝遠支尊室，是廣南國賢主阮福瀕三子綱郡公阮福溱的後代，屬於第五系遠支尊室。曾祖父贈明義都尉、論政侯，諡莊翼公；祖父贈太常寺卿，諡溫穆公；父親贈資善大夫、禮部尚書，諡莊亮公。

## 地方任職
嗣德三十二年（1879年），尊室訢完成在國子監的學習，參加恩挑中選。次年（1880年），進入廣義藩司，擔任正九品正額。嗣德三十四年（1881年），丁艱返鄉。嗣德三十五年（1882年），改任富安藩司正九品正額。建福元年（1884年），升從八品，代理富安通判。同慶元年（1886年），升授布澤知縣。同年因病回鄉，先後擔任富榮縣幫佐和廣田縣幫佐。同慶二年（1887年），升綏和知縣。同慶三年（1888年），以知縣銜領寧和知府。成泰元年（1889年），實授寧和知府。
成泰二年（1890年），尊室訢改授從五品，領兵部郎中。次年（1891年），升從四品，仍領兵部郎中。他辦事幹練，頗得阮仲合賞識。成泰五年（1893年），實授兵部郎中。成泰六年（1894年）七月，升任河靜按察使；成泰七年（1895年），以按察使銜領河靜布政使。成泰八年（1896年）五月，升光祿寺卿；九月，代理河靜巡撫一職。成泰十年（1898年），實授巡撫。成泰十三年（1901年）五月，升署南義總督。成泰十五年（1903年），實授南義總督，不久改任安靜總督。

## 進入內閣
成泰十八年（1906年）五月，尊室訢改任刑部尚書，充機密院大臣。維新元年（1907年）八月，尊室訢充任輔政大臣。維新二年（1908年），升授協辦大學士。維新三年（1909年）七月，以刑部尚書身份兼領禮部尚書一職。同年十月，前往西貢參加殖民地會議。維新五年（1911年）正月，晉封扶光子（越南语：／）。維新七年（1913年）七月，法國政府向尊室訢頒授四項北斗佩星。
啟定元年（1916年），啟定帝即位，改輔政府為機密院，尊室訢繼續充任機密院大臣。同年八月，尊室訢晉封為扶光伯（越南语：／）。啟定二年（1917年）閏二月，升署東閣大學士，加太子少保銜，仍任刑部尚書，兼管欽天監。啟定三年（1918年）正月，實授東閣大學士。啟定五年（1920年）正月，升授武顯殿大學士，加太子少傅銜。

## 致事
啟定七年（1922年）十一月，尊室訢上疏請求致事。啟定帝下旨准其升授文明殿大學士致事，印度支那殖民政府贈其一面二項榮譽龍佩星，表彰其功。
啟定八年（1923年）四月，尊室訢七十大壽，啟定帝命禮部參知阮福寶石前往尊室訢家中慰問，並賞賜禮物和御製詩一首。

## 攝政
啟定十年（1925年）九月，啟定帝去世，印度支那殖民政府和阮朝大臣協商，指定尊室訢擔任輔政親臣，輔佐保大帝。在保大帝在法國留學期間，由尊室訢攝政，皇帝的一切政務均交由尊室訢處理。保大三年（1928年）十月，全權大臣轉交保大帝電文，晉封尊室訢為扶光侯（越南语：／）。
保大七年八月初八日（1932年9月8日），保大帝回國抵京，兩天後親臨尊室訢家拜訪慰問生病在家的尊室訢。一個月後，保大帝親政，尊室訢致事，不再攝行政務；同年十月四日（11月1日），升勤政殿大學士。保大八年（1933年）四月，充任南朝顧問一職。六月十日（8月1日），晉封為扶光郡公（越南语：／）。
保大十九年（1944年），保大帝晉封尊室訢为扶光郡王（越南语：／）。五月二十五日（7月15日），舉行冊封儀式。七月十六日（9月3日），尊室訢在家中去世，壽九十一歲，諡莊恭。

## 著述
尊室訢著有《仙源撮要譜前編》和《越史演歌》，後者由綏理郡公阮福洪茸和阮福洪蔎改作《越史演義四字歌》。

## 家庭

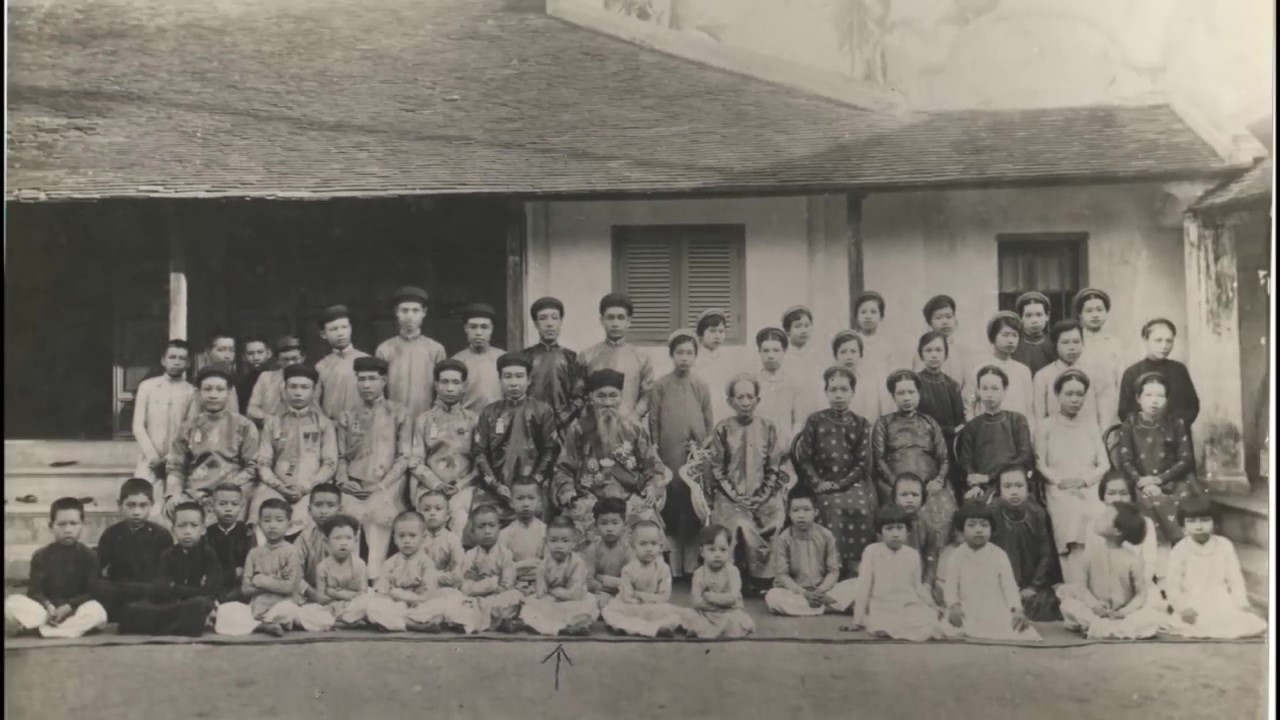
尊室訢的家庭

### 妻妾
- 一品夫人許氏瓊，保大十四年十月初六日（1939年11月16日）去世，壽九十歲[8][9]。

### 子女
- 長子尊室袞，曾任兼攝尊人府務大臣[10]
- 子尊室訪，娶東閣大學士張光憻第13女張氏麗妧；維新五年（1911年），與張如嵿、高春腔一起派往法國留學
- 子尊室誾，母一品夫人許氏，曾任禮儀部參知、廣平巡撫、尊人府左尊卿
- 子尊室譢，母一品夫人許氏，曾任崑嵩管道、清化按察使、布政使、承天府尹、平定總督
- 子尊室諫
- 九子尊室誨，曾任林園管道、多乐省长，1956年曾任越南共和国祝寿特使，前往台北为蒋介石祝寿。
  - 孫尊室念，醫生，越南共和國參議員、衛生部長
- 子尊室諤
- 子尊室𧧅，母一品夫人許氏，啟定三年（1918年）舉人，曾任承天府丞
- 子尊室謹（1910年－？），曾將吳廷琰介紹給南芳皇后[11][12]
- 幼子尊室設，曾任越南共和國總統府內務主任，[13]1992年定居美國，2005年逝世[14]
- 女尊女氏柔，母許氏瓊，嫁高春肖長子高春早[15]